# Aeroport Internacional de Singapur-Changi
L'Aeroport Internacional de Singapur-Changi o simplement Aeroport de Changi (en anglès: Singapore Changi International Airport; en xinès: 新加坡樟宜机场; en pinyin: Xīnjiāpō Zhāngyí Jīchǎng) està situat a la població de Changi, a 20 km de la ciutat estat de Singapur. Avui en dia és considerat un dels principals aeroports asiàtics pel que fa al nombre d'operacions i és un important centre de connexions per a Singapore Airlines, SilkAir, Tiger Airways, Jetstar Asia Airways i Valuair, però també un important focus per a Garuda Indonesia i Qantas. 
 Des de la seva obertura el 1981, l'aeroport ha mantingut una excel·lent imatge dels seus serveis, guanyant 280 premis durant el període del 1987 al 2007 i 19 premis al millor aeroport només l'any 2007.

## Aerolínies i destinacions
| Companyia                               | Destinacions | Terminal |
| --------------------------------------- | --- | -------- |
| Air China                               | Chengdu, Pequín-Capital, Xiamen | 1        |
| Air France                              | Paris-Charles de Gaulle | 1        |
| Air India operat per Indian             | Bombai, Chennai, Delhi | 2        |
| Air India Express                       | Chennai, Kolkata, Tiruchirapalli | 2        |
| Air Macau                               | Macau | 2        |
| Air Mauritius                           | Maurici | 1        |
| Air Niugini                             | Port Moresby | 1        |
| Air Seychelles                          | Mahé | 1        |
| AirAsia                                 | Kota Kinabalu, Kuala Lumpur, Kuching, Langkawi, Miri [comença el 21 de gener], Penang | 1        |
| Airphil Express                         | Cebu [comença l'1 de desembre], Manila | 2        |
| All Nippon Airways                      | Tòquio-Haneda, Tòquio-Narita | 2        |
| Asiana Airlines                         | Seül-Incheon | 2        |
| Bangkok Airways                         | Koh Samui | 1        |
| Batavia Air                             | Jakarta-Soekarno-Hatta, Pontianak, Semarang | 2        |
| Berjaya Air                             | Redang, Tioman | Low-cost |
| Biman Bangladesh Airlines               | Dhaka | 1        |
| British Airways                         | Londres-Heathrow, Sydney | 1        |
| Cathay Pacific                          | Bangkok-Suvarnabhumi, Colombo, Hong Kong | 1        |
| Cebu Pacific                            | Cebu, Clark, Manila | Low-cost |
| China Airlines                          | Kaohsiung, Surabaya, Taipei-Taoyuan | 1        |
| China Eastern Airlines                  | Kunming, Nanjing, Xangai-Pudong | 3        |
| China Southern Airlines                 | Guangzhou | 1        |
| Delta Air Lines                         | Tòquio-Narita | 1        |
| Emirates                                | Brisbane, Colombo, Dubai, Melbourne | 1        |
| Etihad Airways                          | Abu Dhabi, Brisbane | 2        |
| EVA Air                                 | Taipei-Taoyuan | 1        |
| Finnair                                 | Hèlsinki | 1        |
| Firefly                                 | Ipoh, Kuala Lumpur-Subang, Kuantan | Low-cost |
| Garuda Indonesia                        | Denpasar, Jakarta-Soekarno-Hatta | 1        |
| Hainan Airlines                         | Dalian, Hefei | 2        |
| Indonesia AirAsia                       | Bandung, Denpasar, Jakarta-Soekarno-Hatta, Yogyakarta | 1        |
| Japan Airlines                          | Tòquio-Haneda, Tòquio-Narita | 1        |
| Jet Airways                             | Bombai, Chennai, Delhi | 3        |
| Jetstar Airways                         | Cairns, Darwin, Denpasar, Jakarta-Soekarno-Hatta, Melbourne, Perth | 1        |
| Jetstar Asia Airways                    | Auckland [comença el 17 de març], Bangkok-Suvarnabhumi, Guilin Haikou, Ciutat Ho Chi Minh, Hong Kong, Kota Kinabalu, Kuala Lumpur, Macau, Manila, Osaka-Kansai, Phnom Penh, Phuket, Penang, Shantou, Siem Reap, Taipei-Taoyuan, Yangon | 1        |
| Jetstar Asia Airways operat per Valuair | Denpasar, Jakarta-Soekarno-Hatta, Medan, Surabaya | 1        |
| Kingfisher Airlines                     | Bombai | 3        |
| KLM                                     | Amsterdam, Denpasar | 1        |
| Korean Air                              | Seül-Incheon | 2        |
| Lion Air                                | Denpasar, Ciutat Ho Chi Minh, Jakarta-Soekarno-Hatta | 1        |
| Lufthansa                               | Frankfurt, Jakarta-Soekarno-Hatta, Múnic | 2        |
| Malaysia Airlines                       | Kuala Lumpur, Kuching, Langkawi, Miri, Penang | 2        |
| Mandala Airlines                        | Balikpapan, Jakarta-Soekarno-Hatta | 2        |
| Myanmar Airways International           | Bangkok-Suvarnabhumi, Yangon | 2        |
| Philippine Airlines                     | Jakarta-Soekarno-Hatta, Manila | 2        |
| Qantas                                  | Adelaida, Bombai, Brisbane, Frankfurt, Londres-Heathrow, Melbourne, Perth, Sydney | 1        |
| Qatar Airways                           | Denpasar, Doha | 3        |
| Royal Brunei Airlines                   | Bandar Seri Begawan | 2        |
| Saudi Arabian Airlines                  | Jakarta-Soekarno-Hatta, Riyadh | 1        |
| SilkAir                                 | Balikpapan, Bandar Seri Begawan, Bangalore, Cebu, Chengdu, Chennai, Chiang Mai, Chongqing, Coimbatore, Da Nang, Davao, Dili [operated for Air Timor], Hyderabad, Katmandú, Kochi, Kota Kinabalu, Kuala Lumpur, Kuching, Kunming, Langkawi, Manado, Mataram, Medan, Palembang, Penang, Phnom Penh, Phuket, Shenzhen, Siem Reap, Solo, Surabaya, Thiruvananthapuram, Xiamen, Yangon | 2        |
| Singapore Airlines                      | Abu Dhabi, Ahmedabad, Bandar Seri Begawan, Bangalore, Bangkok-Suvarnabhumi, Bombai, el Caire, Ciutat del Cap, Chennai, Colombo, Denpasar, Delhi, Dhaka, Dubai, Hanoi, Ciutat Ho Chi Minh, Istanbul-Atatürk, Jakarta-Soekarno-Hatta, Jeddah, Johannesburg, Kolkata, Kuala Lumpur, Kuwait, Malé, Manila, Riyadh | 2        |
| Singapore Airlines                      | Adelaida, Amsterdam, Atenes, Auckland, Barcelona, Brisbane, Christchurch, Copenhagen, Frankfurt, Fukuoka, Guangzhou, Hong Kong, Houston-Intercontinental, Londres-Heathrow, Los Angeles, Manchester, Melbourne, Milà-Malpensa, Moscou-Domodédovo, Múnic, Nagoya-Centrair, Nova York-JFK, Nova York-Newark, Osaka-Kansai, París-Charles de Gaulle, Pequín-Capital, Perth, Roma-Fiumicino, San Francisco, São Paulo-Guarulhos [comença el 28 de març], Seattle/Tacoma (comença el 3 de setembre del 2019), Seül-Incheon, Sydney, Taipei-Taoyuan, Tòquio-Haneda, Tòquio-Narita, Xangai-Pudong, Zuric | 3        |
| SriLankan Airlines                      | Colombo, Kuala Lumpur | 1        |
| Sriwijaya Air                           | Jakarta-Soekarno-Hatta | 2        |
| Thai AirAsia                            | Bangkok-Suvarnabhumi, Chiang Mai [comença el 24 de gener], Phuket | 1        |
| Thai Airways International              | Bangkok-Suvarnabhumi | 1        |
| Tiger Airways                           | Bangkok-Suvarnabhumi, Chennai, Clark, Guangzhou, Hanoi, Haikou, Hat Yai, Hong Kong, Ciutat Ho Chi Minh, Jakarta-Soekarno-Hatta, Krabi, Kuching, Kuala Lumpur, Macau, Manila, Padang, Penang, Perth, Phuket, Shenzhen, Taipei-Taoyuan [comença l'11 de gener], Thiruvananthapuram, Tiruchirapalli | Low-cost |
| Transaero Airlines                      | Moscou-Domodedovo | 3        |
| Turkish Airlines                        | Istanbul-Atatürk | 1        |
| United Airlines                         | Chicago-O'Hare, Hong Kong, Tòquio-Narita | 3        |
| Vietnam Airlines                        | Hanoi, Ciutat Ho Chi Minh | 1        |
| Xiamen Airlines                         | Fuzhou, Xiamen | 1        |